# In Ghar (distrito)
In Ghar é um distrito localizado na província de Tamanghasset, Argélia. Sua capital é a cidade de mesmo nome.

## Comunas
O distrito consiste em apenas uma única comuna:
- In Ghar